# ラリー・スチュワート (慈善活動家)
ラリー・スチュワート（Larry Stewart , 1948年4月1日 - 2007年1月12日）は、アメリカ合衆国の実業家、慈善活動家。ミズーリ州のカンザスシティを中心に人々に匿名でお金を配り続ける姿は『秘密のサンタ』と呼ばれ、生涯に配った金額は130万ドル（約1億5600万円）といわれている。

## 活動
1979年より年末に現金を匿名で配る活動を開始。翌1980年に長距離通信の会社を設立し、のちにケーブルテレビ事業にも参入した。事業によって得た資金を年末に匿名で配る活動を四半世紀に渡って行った。
2006年11月、自身が食道がんを患っていることで死期を悟り、自分の思いが広まることを望み今までの慈善事業を告白した。翌年1月12日、食道がんによる合併症により死去。